# Óblast de Ekaterimburgo
La óblast de Ekaterimburgo (en ruso: Екатеринбургская область, Jekaterinboergskaja oblast) fue una efímera división territorial del Imperio ruso. Fue fundada el 27 de enero de 1781 por ucase de Catalina II que dividió el namestnik (virreinato) de Perm; el otro óblast creado fue la óblast de Perm. La capital era Ekaterimburgo.
En 1781 la región administrativa tenía 160 824 habitantes repartidos en 8 uyezds; Ekaterimburgo (20 217), Cheliábinsk (22 530), Shadrinsk (22 787), Dalmátovo (22 849), Kamyshlov (19 057), Irbit (18 706), Alapáyevsk (18 102), y Verjoturie (16 576).
La óblast existió hasta 1797, cuando el área del Ural fue dividido entre las gubernias de Viatka, Perm, y Oremburgo y la óblast de Ekaterimburgo, junto con el óblast de Ufá a formar parte de la gobernación de Perm.